# Saint-Just (Dordogne)
Pour les articles homonymes, voir Saint-Just (homonymie).
Saint-Just est une commune française située dans le département de la Dordogne, en région Nouvelle-Aquitaine.

## Géographie

### Généralités
Commune arrosée par l'Euche et ses deux affluents la Sandonie et le Buffebale (appelé Julie dans sa partie amont).

### Communes limitrophes
Saint-Just est limitrophe de cinq autres communes. Au sud-ouest, son territoire est distant de moins de 800 mètres de celui de Bourg-des-Maisons.
| La Tour-Blanche-Cercles | Mareuil en Périgord |                         |
| Chapdeuil               | Saint-Just          | Paussac-et-Saint-Vivien |
|                         | Grand-Brassac       |                         |

### Géologie et relief

#### Géologie
Situé sur la plaque nord du Bassin aquitain et bordé à son extrémité nord-est par une frange du Massif central, le département de la Dordogne présente une grande diversité géologique. Les terrains sont disposés en profondeur en strates régulières, témoins d'une sédimentation sur cette ancienne plate-forme marine. Le département peut ainsi être découpé sur le plan géologique en quatre gradins différenciés selon leur âge géologique. Saint-Just est située dans le troisième gradin à partir du nord-est, un plateau formé de calcaires hétérogènes du Crétacé.
Les couches affleurantes sur le territoire communal sont constituées de formations superficielles du Quaternaire datant du Cénozoïque et de roches sédimentaires du Mésozoïque. La formation la plus ancienne, notée j6, date du Kimméridgien supérieur, composée de sable, grès et calcaires bioclastiques à oolithes polypiers et huîtres. La formation la plus récente, notée CFvs, fait partie des formations superficielles de type colluvions carbonatées de vallons secs : sable limoneux à débris calcaires et argile sableuse à débris. Le descriptif de ces couches est détaillé dans  la feuille « no 758 - Périgueux (ouest) » de la carte géologique au 1/50 000 de la France métropolitaine, et sa notice associée.

Carte géologique de Saint-Just.

#### Relief et paysages
Le département de la Dordogne se présente comme un vaste plateau incliné du nord-est (491 m, à la forêt de Vieillecour dans le Nontronnais, à Saint-Pierre-de-Frugie) au sud-ouest (2 m à Lamothe-Montravel). L'altitude du territoire communal varie quant à elle entre 94 mètres et 178 mètres,.
Dans le cadre de la Convention européenne du paysage entrée en vigueur en France le 1er juillet 2006, renforcée par la loi du 8 août 2016 pour la reconquête de la biodiversité, de la nature et des paysages, un atlas des paysages de la Dordogne a été élaboré sous maîtrise d’ouvrage de l’État et publié en octobre 2020. Les paysages du département s'organisent en huit unités paysagères,. La commune fait partie du Périgord central, un paysage vallonné, aux horizons limités par de nombreux bois, plus ou moins denses, parsemés de prairies et de petits champs.
La superficie cadastrale de la commune publiée par l'Insee, qui sert de référence dans toutes les statistiques, est de 11,20 km2,,. La superficie géographique, issue de la BD Topo, composante du Référentiel à grande échelle produit par l'IGN, est quant à elle de 10,79 km2.

### Hydrographie

#### Réseau hydrographique
La commune est située dans le bassin de la Dordogne au sein du Bassin Adour-Garonne. Elle est drainée par l'Euche, le Buffebale, la Sandonie et par deux petits cours d'eau, qui constituent un réseau hydrographique de 12 km de longueur totale,.
L'Euche, d'une longueur totale de 12,21 km, prend sa source dans la commune de Bourg-des-Maisons et se jette en rive droite de la Dronne à Grand-Brassac, face à Bourdeilles,. Elle traverse la commune d'ouest en est sur quatre kilomètres dont 700 mètres en limite de Paussac-et-Saint-Vivien.
Le Buffebale, ou la Julie dans sa partie amont, d'une longueur totale de 10,72 km, prend sa source dans la commune de La Tour-Blanche-Cercles (territoire de l'ancienne commune de Cercles) et se jette dans l'Euche au sud du bourg de Saint-Just. Elle arrose la commune depuis l'ouest en direction du sud-est sur trois kilomètres dont 600 mètres en limite de La Tour-Blanche-Cercles.
La Sandonie, d'une longueur totale de 9,76 km, prend sa source dans la commune de Mareuil en Périgord (territoire de l'ancienne commune de Léguillac-de-Cercles) et se jette dans l'Euche en rive gauche, en limite de Paussac-et-Saint-Vivien et de Saint-Just,. Elle borde le territoire communal à l'est sur près d'un kilomètre, en limite de Paussac-et-Saint-Vivien.

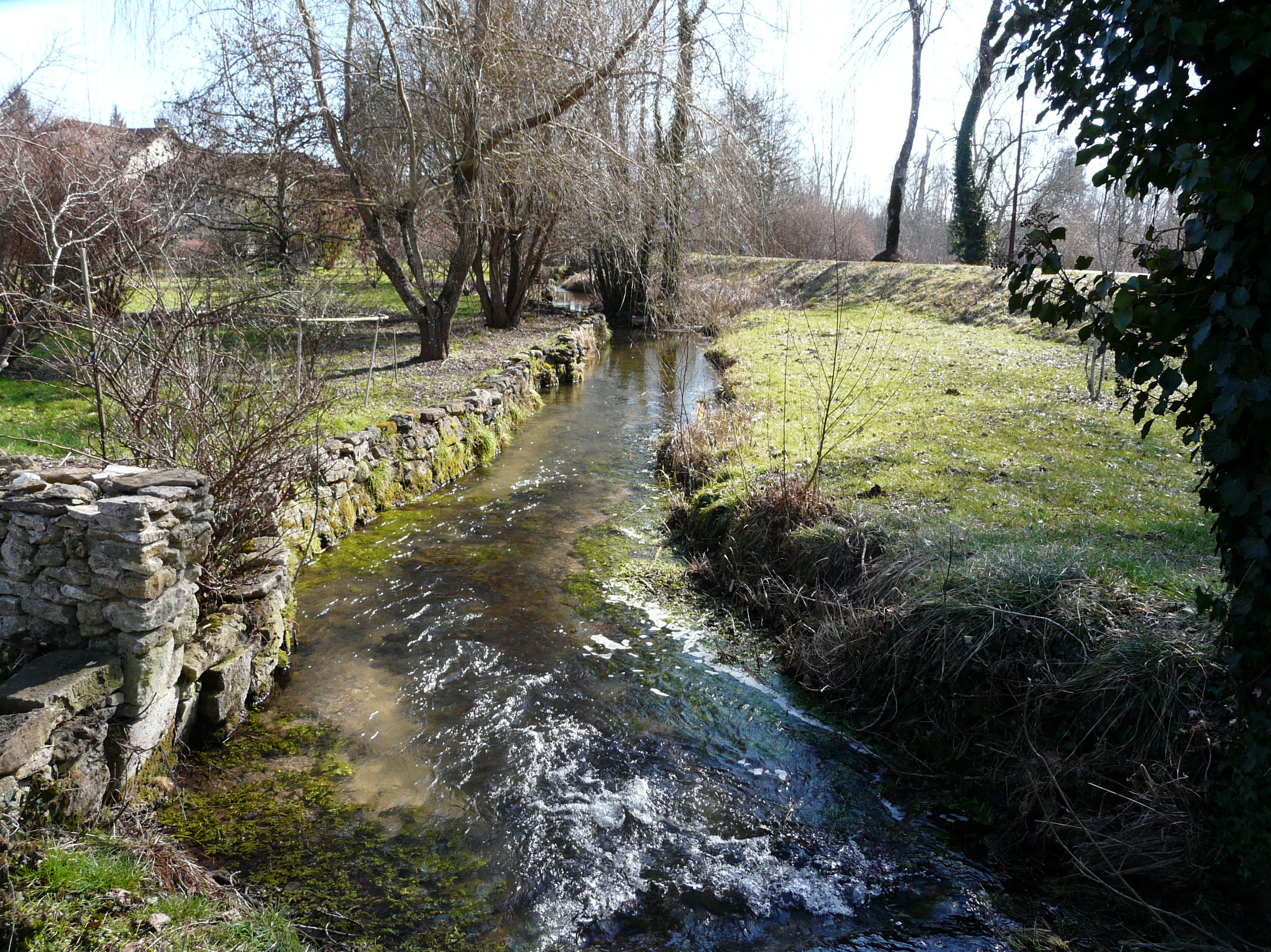
Le Buffebale à Saint-Just.
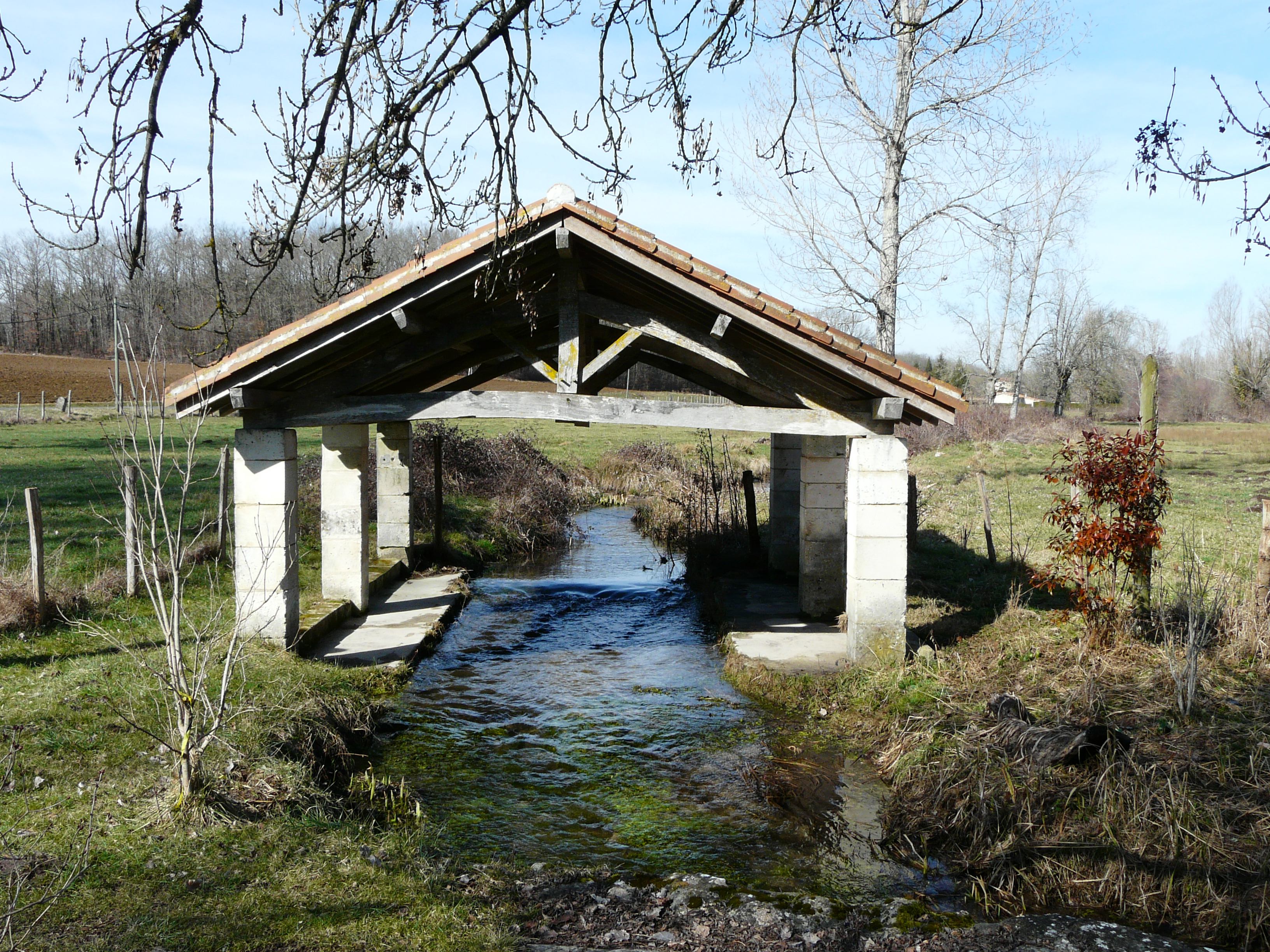
Lavoir sur le Buffebale.
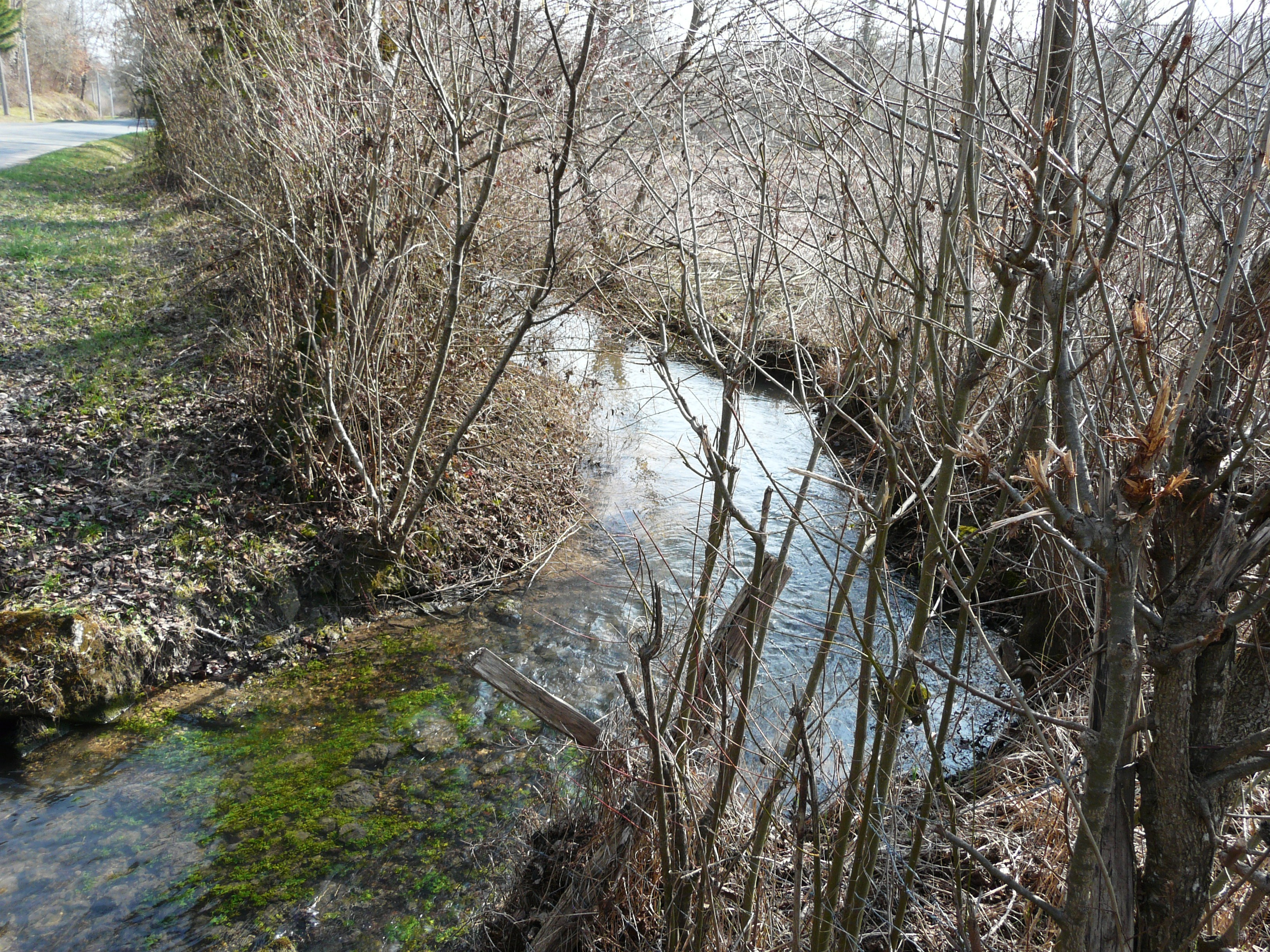
La Sandonie au pont de la RD 2, au lieu dit le Moulin de l'Étang, en limite de Saint-Just (à droite) et Paussac-et-Saint-Vivien.
Réseaux hydrographique et routier de Saint-Just.

#### Gestion et qualité des eaux
Le territoire communal est couvert par le schéma d'aménagement et de gestion des eaux (SAGE) « Isle - Dronne ». Ce document de planification, dont le territoire regroupe les bassins versants de l'Isle et de la Dronne, d'une superficie de 7 500 km2, a été approuvé le 2 août 2021. La structure porteuse de l'élaboration et de la mise en œuvre est l'établissement public territorial de bassin de la Dordogne (EPIDOR). Il définit sur son territoire les objectifs généraux d’utilisation, de mise en valeur et de protection quantitative et qualitative des ressources en eau superficielle et souterraine, en respect des objectifs de qualité définis dans le troisième SDAGE  du Bassin Adour-Garonne qui couvre la période 2022-2027, approuvé le 10 mars 2022.
La qualité des eaux de baignade et des cours d’eau peut être consultée sur un site dédié géré par les agences de l’eau et l’Agence française pour la biodiversité.

### Climat
Pour des articles plus généraux, voir Climat de la Nouvelle-Aquitaine et Climat de la Dordogne.
Historiquement, la commune est exposée à un climat océanique aquitain.  
En 2020, Météo-France publie une typologie des climats de la France métropolitaine dans laquelle la commune est exposée à un climat océanique altéré et est dans la région climatique  Aquitaine, Gascogne, caractérisée par une pluviométrie abondante au printemps, modérée en automne, un faible ensoleillement au printemps, un été chaud (19,5 °C), des vents faibles, des brouillards fréquents en automne et en hiver et des orages fréquents en été (15 à 20 jours).
Pour la période 1971-2000, la température annuelle moyenne est de 12 °C, avec  une amplitude thermique annuelle de 15 °C. Le cumul annuel moyen de précipitations est de 928 mm, avec 12,3 jours de précipitations en janvier et 6,9 jours en juillet. Pour la période 1991-2020, la température moyenne annuelle observée sur la station météorologique la plus proche, située sur la commune de Saint-Martin-de-Fressengeas à 9 km à vol d'oiseau, est de 12,4 °C et le cumul annuel moyen de précipitations est de 1 050,4 mm,. Pour l'avenir, les paramètres climatiques de la commune estimés pour 2050 selon différents scénarios d’émission de gaz à effet de serre sont consultables sur un site dédié publié par Météo-France en novembre 2022.

## Urbanisme

### Typologie
Au 1er janvier 2024, Saint-Just est catégorisée commune rurale à habitat très dispersé, selon la nouvelle grille communale de densité à 7 niveaux définie par l'Insee en 2022.
Elle est située hors unité urbaine et hors attraction des villes,.

### Occupation des sols
L'occupation des sols de la commune, telle qu'elle ressort de la base de données européenne d’occupation biophysique des sols Corine Land Cover (CLC), est marquée par l'importance des territoires agricoles (58,8 % en 2018), une proportion identique à celle de 1990 (58,8 %). La répartition détaillée en 2018 est la suivante : 
forêts (39,3 %), zones agricoles hétérogènes (25,7 %), terres arables (23,5 %), prairies (9,6 %), milieux à végétation arbustive et/ou herbacée (1,9 %). L'évolution de l’occupation des sols de la commune et de ses infrastructures peut être observée sur les différentes représentations cartographiques du territoire : la carte de Cassini (XVIIIe siècle), la carte d'état-major (1820-1866) et les cartes ou photos aériennes de l'IGN pour la période actuelle (1950 à aujourd'hui).

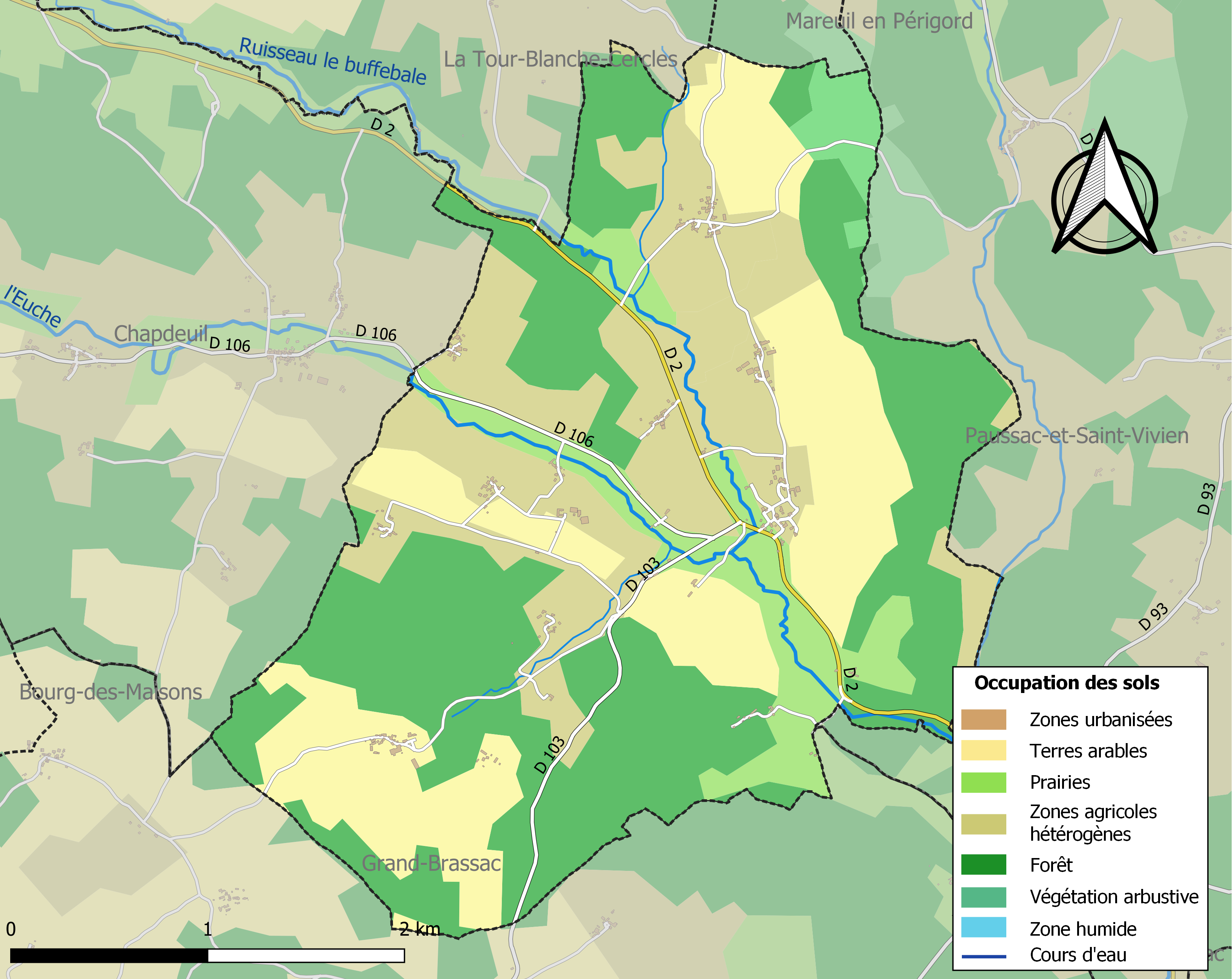
Carte des infrastructures et de l'occupation des sols de la commune en 2018 (CLC).

### Prévention des risques
Le territoire de la commune de Saint-Just est vulnérable à différents aléas naturels : météorologiques (tempête, orage, neige, grand froid, canicule ou sécheresse), feux de forêts, mouvements de terrains et séisme (sismicité faible). Un site publié par le BRGM permet d'évaluer simplement et rapidement les risques d'un bien localisé soit par son adresse soit par le numéro de sa parcelle.
Saint-Just est exposée au risque de feu de forêt. L’arrêté préfectoral du 14 mars 2013 fixe les conditions de pratique des incinérations et de brûlage dans un objectif de réduire le risque de départs d’incendie. À ce titre, des périodes sont déterminées : interdiction totale du 15 février au 15 mai et du 15 juin au 15 octobre, utilisation réglementée du 16 mai au 14 juin et du 16 octobre au 14 février. En septembre 2020, un plan inter-départemental de protection des forêts contre les incendies (PidPFCI) a été adopté pour la période 2019-2029,.

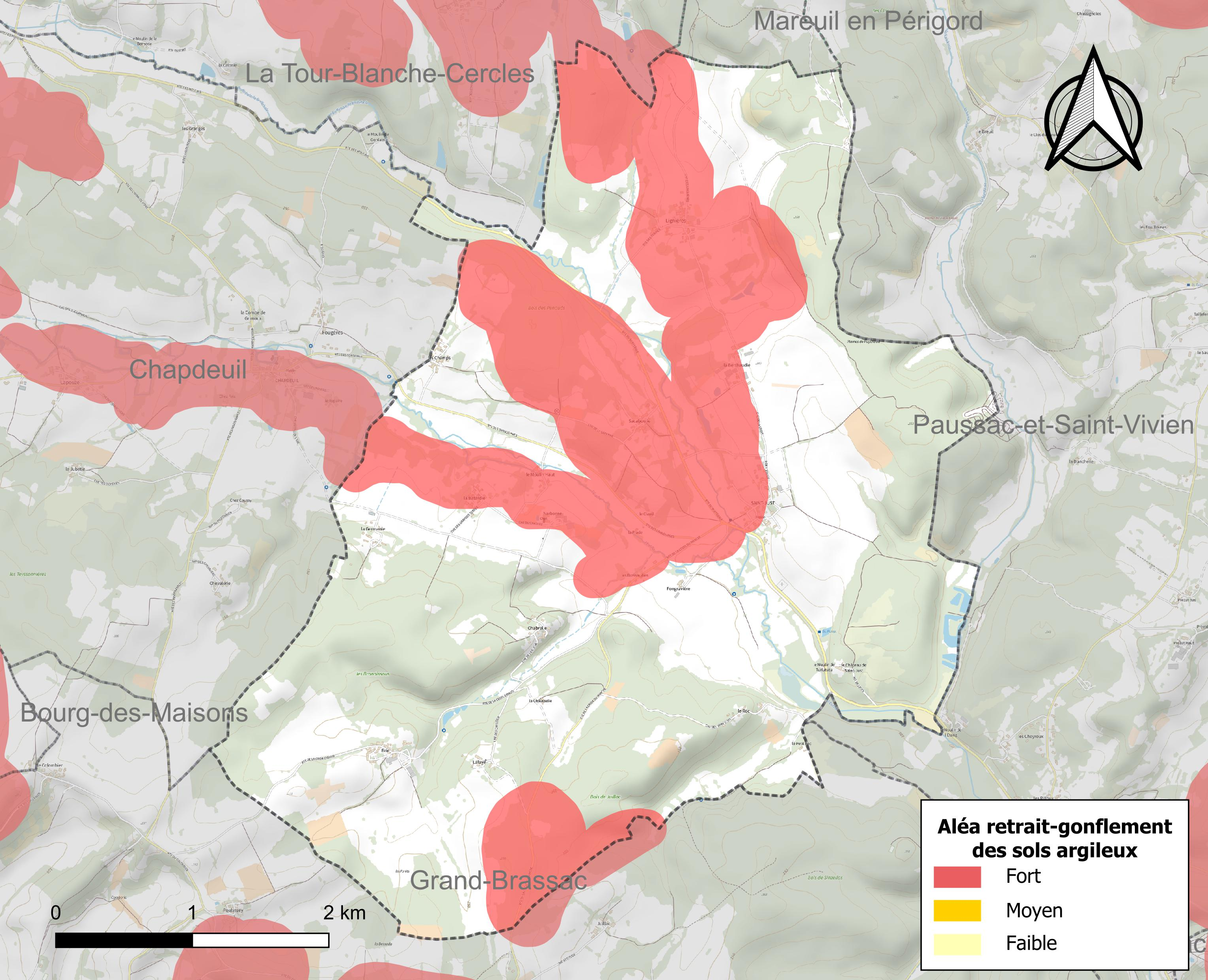
Carte des zones d'aléa retrait-gonflement des sols argileux de Saint-Just.

Les mouvements de terrains susceptibles de se produire sur la commune sont des tassements différentiels. Le retrait-gonflement des sols argileux est susceptible d'engendrer des dommages importants aux bâtiments en cas d’alternance de périodes de sécheresse et de pluie. 30,4 % de la superficie communale est en aléa moyen ou fort (58,6 % au niveau départemental et 48,5 % au niveau national métropolitain). Depuis le 1er octobre 2020, en application de la loi ÉLAN, différentes contraintes s'imposent aux vendeurs, maîtres d'ouvrages ou constructeurs de biens situés dans une zone classée en aléa moyen ou fort,.
La commune a été reconnue en état de catastrophe naturelle au titre des dommages causés par les inondations et coulées de boue survenues en 1982, 1983 et 1999, par la sécheresse en 1989 et 2011 et par des mouvements de terrain en 1999.

## Toponymie
En occitan, la commune se nomme Sent Just.

## Histoire
En 1827, la commune de Saint-Just fusionne avec celle de Chapdeuil sous le nom de Chapdeuil-et-Saint-Just. Cette fusion est annulée en 1887 et les deux communes sont alors rétablies.

## Politique et administration

### Rattachements administratifs
Dès 1790, la commune de Saint-Just a été rattachée au canton de La Tour Blanche qui dépendait du district de Ribérac jusqu'en 1795, date de suppression des districts. Lorsque ce canton est supprimé par la loi du 8 pluviôse an IX (28 janvier 1801) portant sur la « réduction du nombre de justices de paix », la commune est rattachée au canton de Montagrier dépendant de l'arrondissement de Ribérac jusqu'en 1926, puis de l'arrondissement de Périgueux.

### Intercommunalité
Fin 2002, Saint-Just intègre dès sa création la communauté de communes du Val de Dronne. Celle-ci est dissoute au 31 décembre 2013 et remplacée au 1er janvier 2014 par la communauté de communes du Pays Ribéracois, renommée en 2019 communauté de communes du Périgord Ribéracois.

### Administration municipale
La population de la commune étant comprise entre 100 et 499 habitants au recensement de 2017, onze conseillers municipaux ont été élus en 2020,.

### Liste des maires

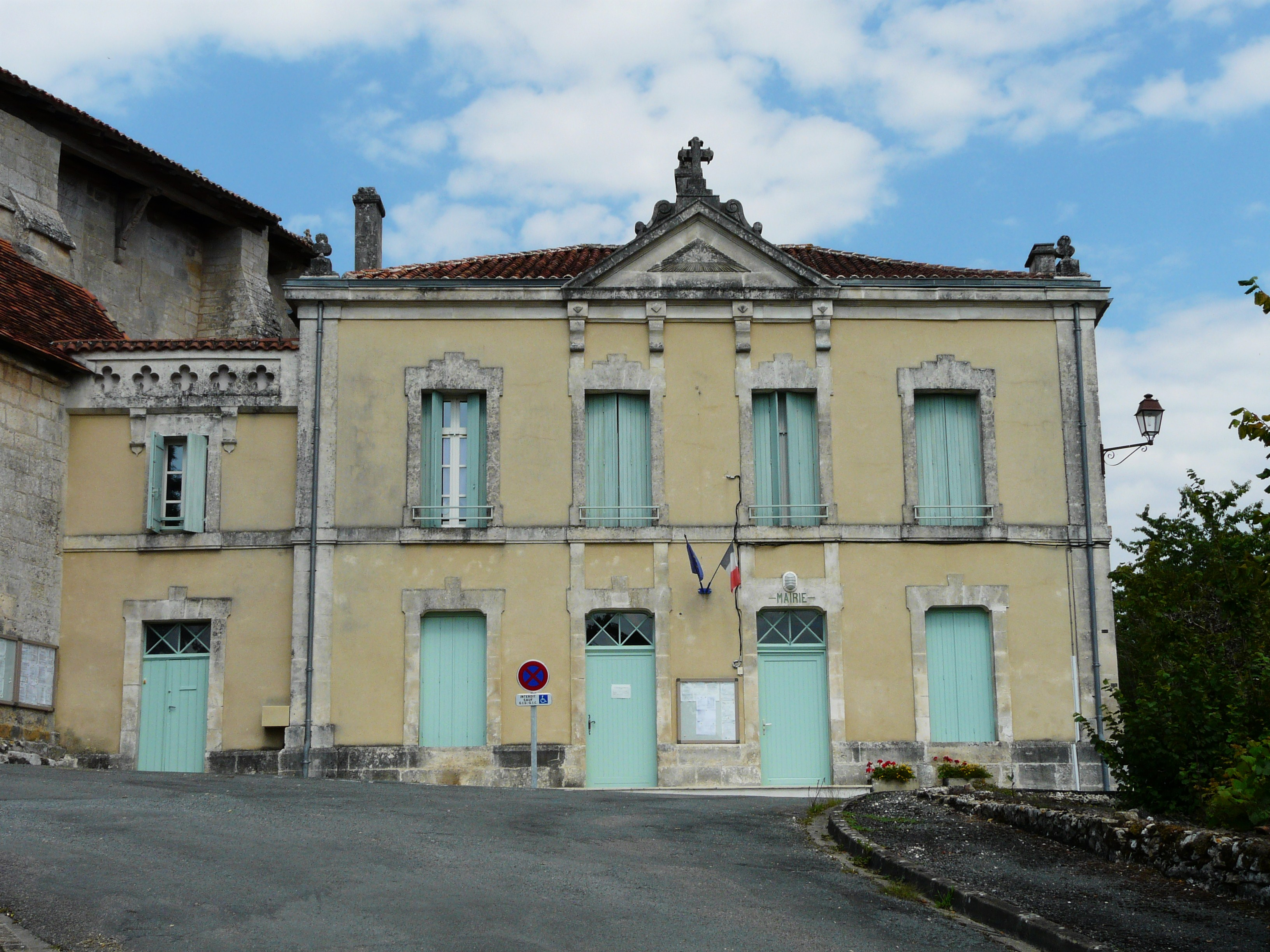
La mairie.

| Période                                  | Période  | Identité           | Étiquette | Qualité     |
| ---------------------------------------- | -------- | ------------------ | --------- | ----------- |
| Les données manquantes sont à compléter. |          |                    |           |             |
|                                          |          |                    |           |             |
|                                          | 1995     | Robert Faure       |           | Agriculteur |
| 1995                                     | mai 2020 | Christian Durand   | PS        | Retraité    |
| mai 2020                                 | En cours | Francis Duverneuil |           |             |

## Équipements et services publics

### Justice
En 2023, dans le domaine judiciaire, Saint-Just relève : 
- du tribunal judiciaire, du tribunal pour enfants, du conseil de prud'hommes et du tribunal de commerce de Périgueux ;
- du pôle Nationalité du tribunal judiciaire de Périgueux (compétent uniquement dans le domaine de la nationalité) ;
- de la cour d'appel, du tribunal administratif et de la  cour administrative d'appel de Bordeaux.

## Population et société

### Démographie
Les habitants de Saint-Just se nomment les Saint-Justiniens.
L'évolution du nombre d'habitants est connue à travers les recensements de la population effectués dans la commune depuis 1793. Pour les communes de moins de 10 000 habitants, une enquête de recensement portant sur toute la population est réalisée tous les cinq ans, les populations de référence des années intermédiaires étant quant à elles estimées par interpolation ou extrapolation. Pour la commune, le premier recensement exhaustif entrant dans le cadre du nouveau dispositif a été réalisé en 2008.

En 2022, la commune comptait 145 habitants, en évolution de +10,69 % par rapport à 2016 (Dordogne : +0,37 %, France hors Mayotte : +2,11 %).
| 1793 | 1800 | 1806 | 1821 | 1891 | 1896 | 1901 | 1906 | 1911 |
| ---- | ---- | ---- | ---- | ---- | ---- | ---- | ---- | ---- |
| 473  | 564  | 530  | 488  | 445  | 399  | 362  | 317  | 337  |

| 1921 | 1926 | 1931 | 1936 | 1946 | 1954 | 1962 | 1968 | 1975 |
| ---- | ---- | ---- | ---- | ---- | ---- | ---- | ---- | ---- |
| 294  | 295  | 272  | 289  | 258  | 246  | 197  | 207  | 194  |

| 1982 | 1990 | 1999 | 2006 | 2008 | 2013 | 2018 | 2022 | - |
| ---- | ---- | ---- | ---- | ---- | ---- | ---- | ---- | - |
| 175  | 138  | 139  | 133  | 131  | 124  | 141  | 145  | - |

#### Remarque
La commune de Saint-Just a existé jusqu'en 1827, puis après 1887. Entre ces dates, elle n'existait plus en tant que commune, sa fusion avec Chapdeuil ayant laissé la place à l'éphémère commune de Chapdeuil-et-Saint-Just.

## Économie

### Emploi
En 2015, parmi la population communale comprise entre 15 et 64 ans, les actifs représentent cinquante-deux personnes, soit 41,6 % de la population municipale. Le nombre de chômeurs (zéro) a diminué par rapport à 2010 (six).

### Établissements
Au 31 décembre 2015, la commune compte quinze établissements, dont six dans l'agriculture, la sylviculture ou la pêche, quatre au niveau des commerces, transports ou services, trois dans la construction, et deux relatifs au secteur administratif, à l'enseignement, à la santé ou à l'action sociale.

## Culture locale et patrimoine

### Lieux et monuments
- Château de Narbonne, XVIe et XVIIe siècles, dont le donjon est inscrit au titre des monuments historiques[55].
- Église Saint-Just-et-Saint-Jacques[56], inscrite en 1926[57].
- Le monument aux morts, œuvre de Jules Déchin en 1920, représente un Poilu mourant.

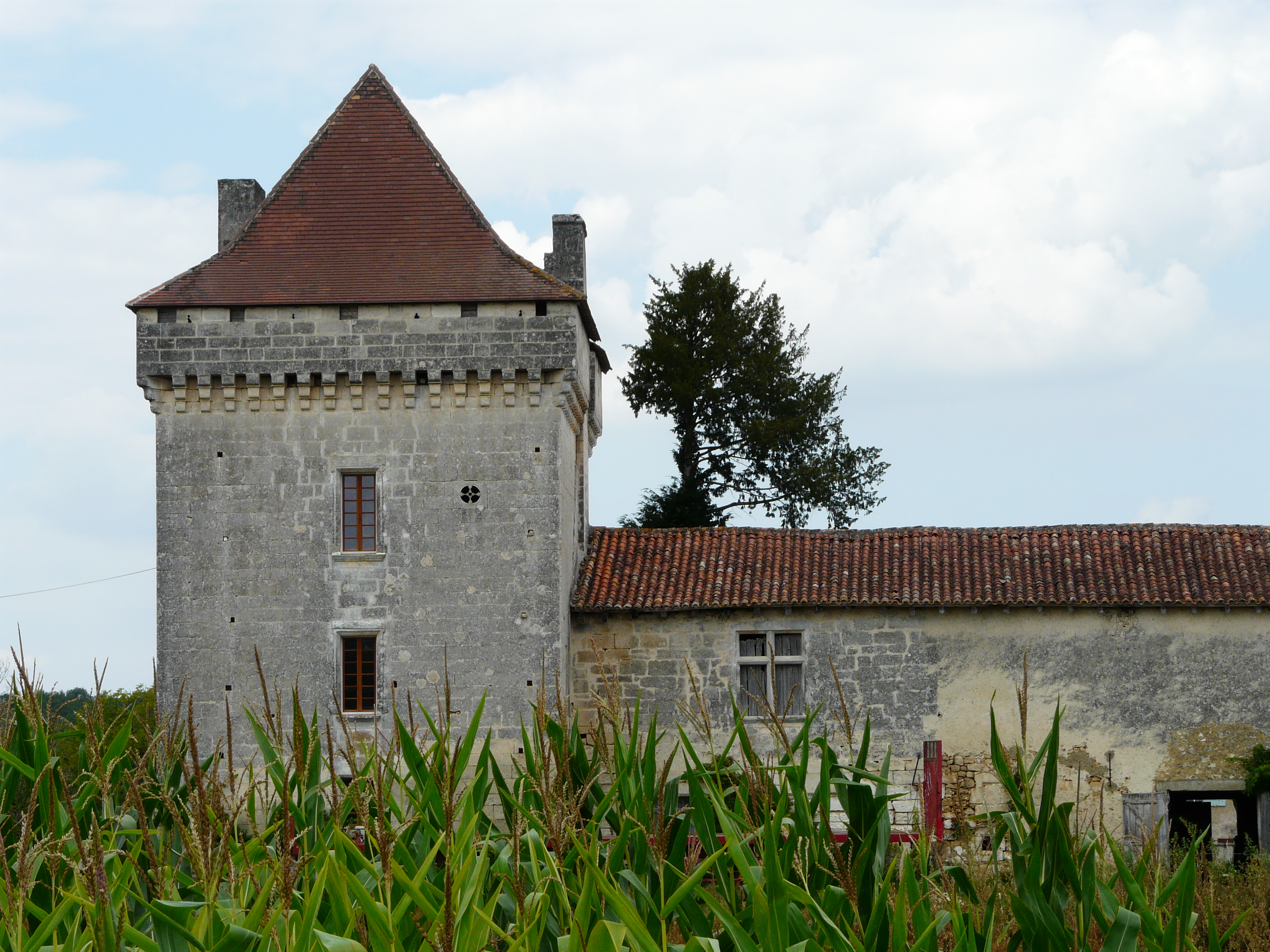
Le donjon de Narbonne.
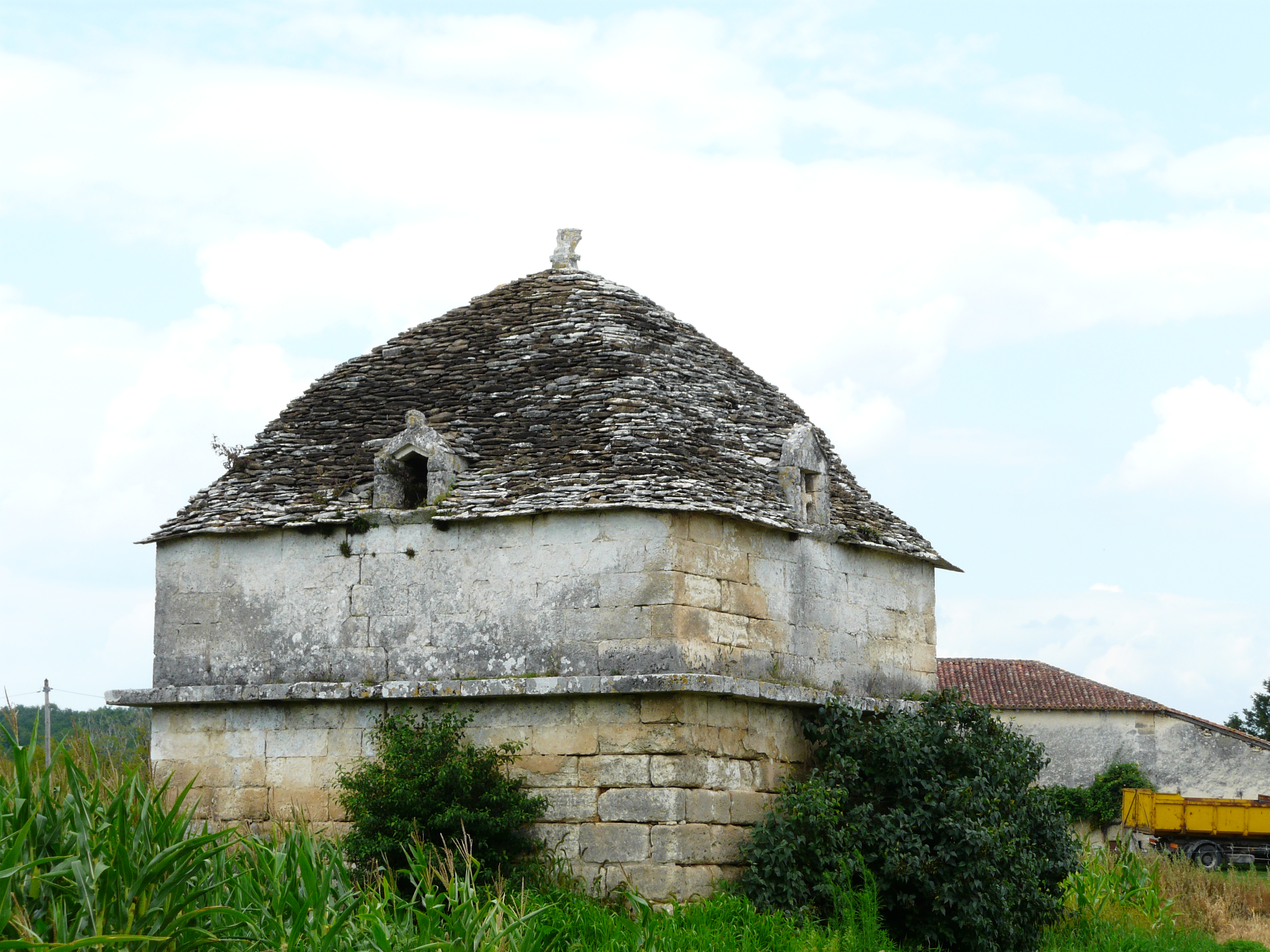
Le pigeonnier de Narbonne.
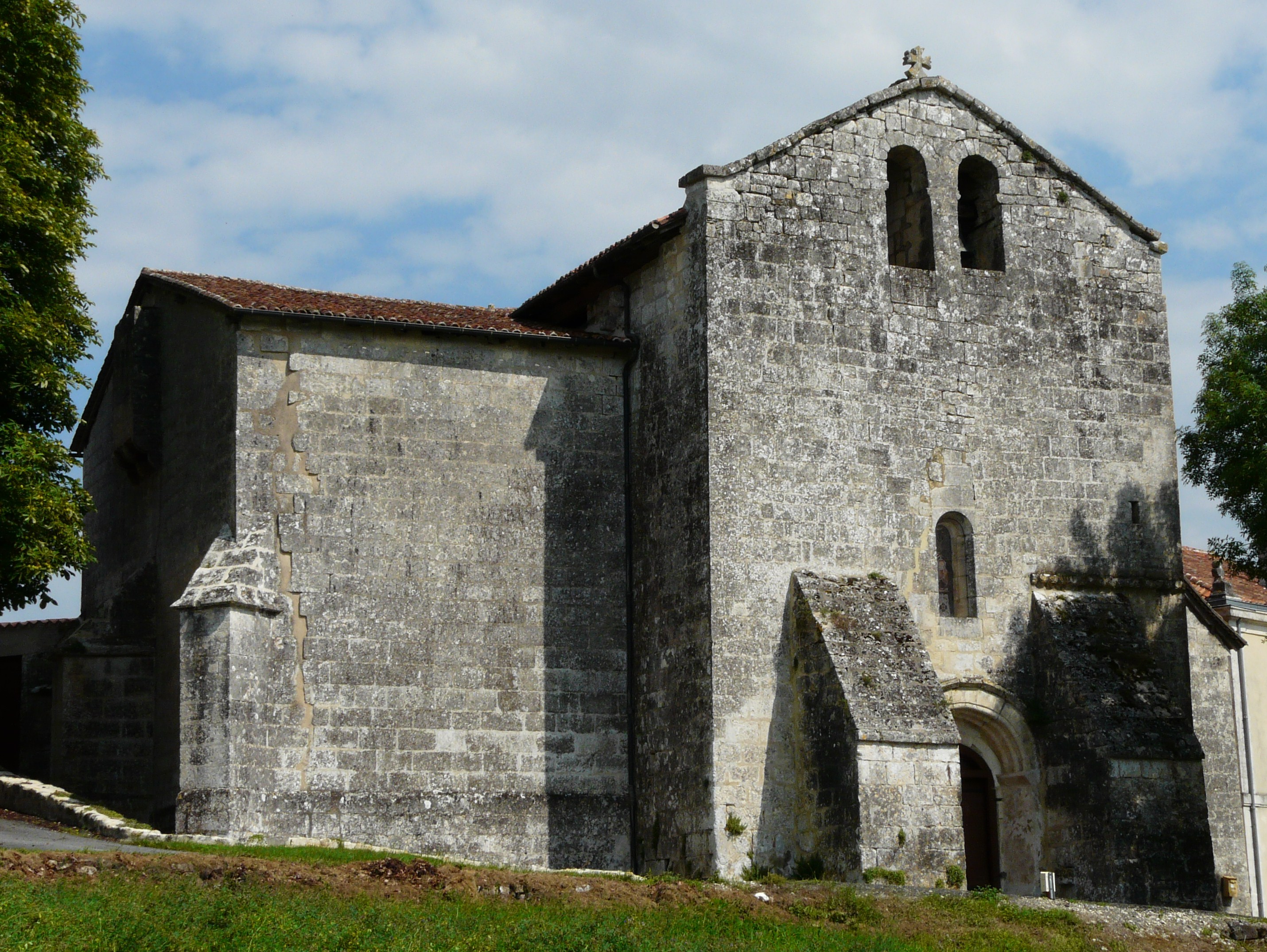
L'église.
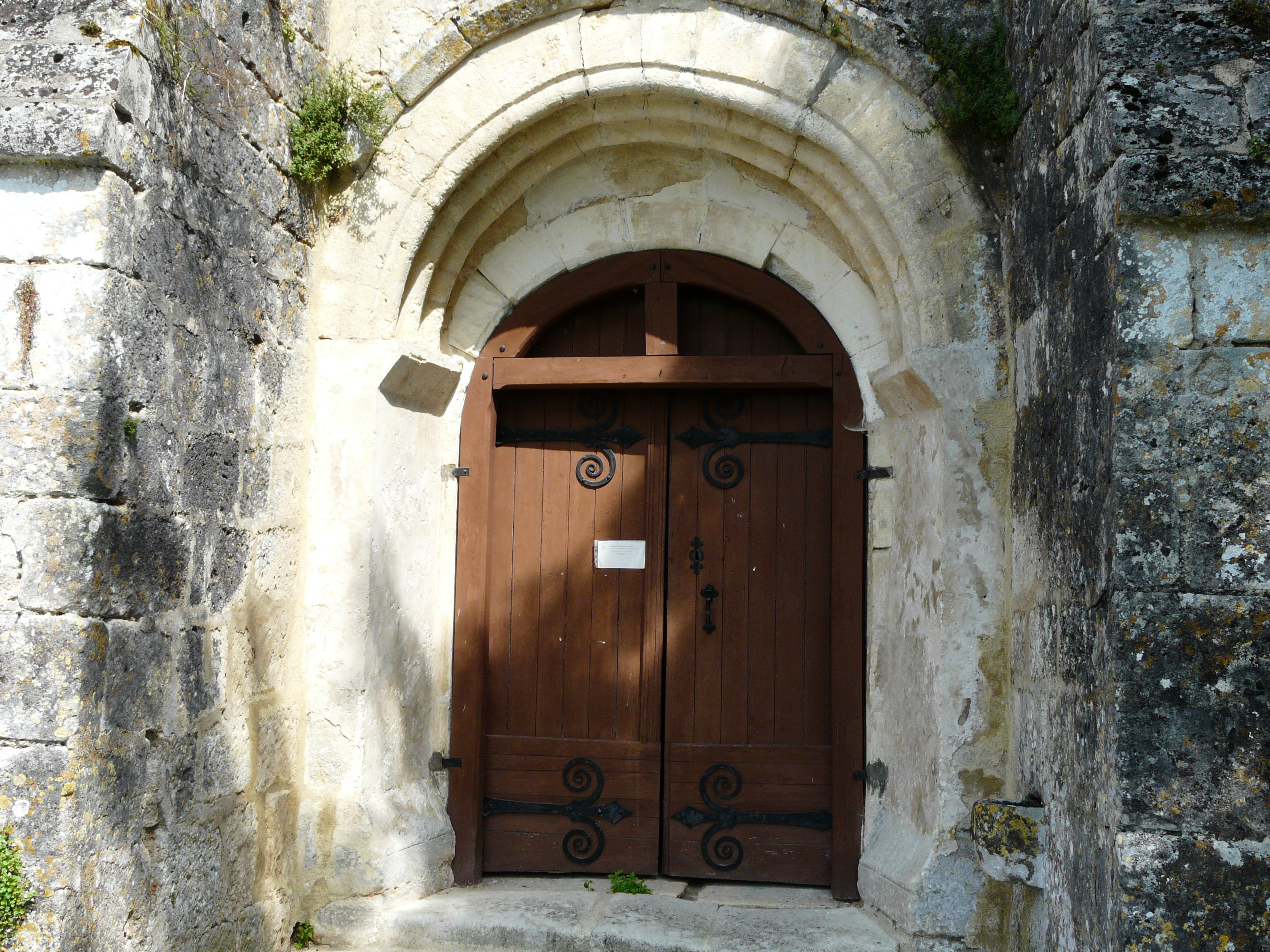
Son portail.
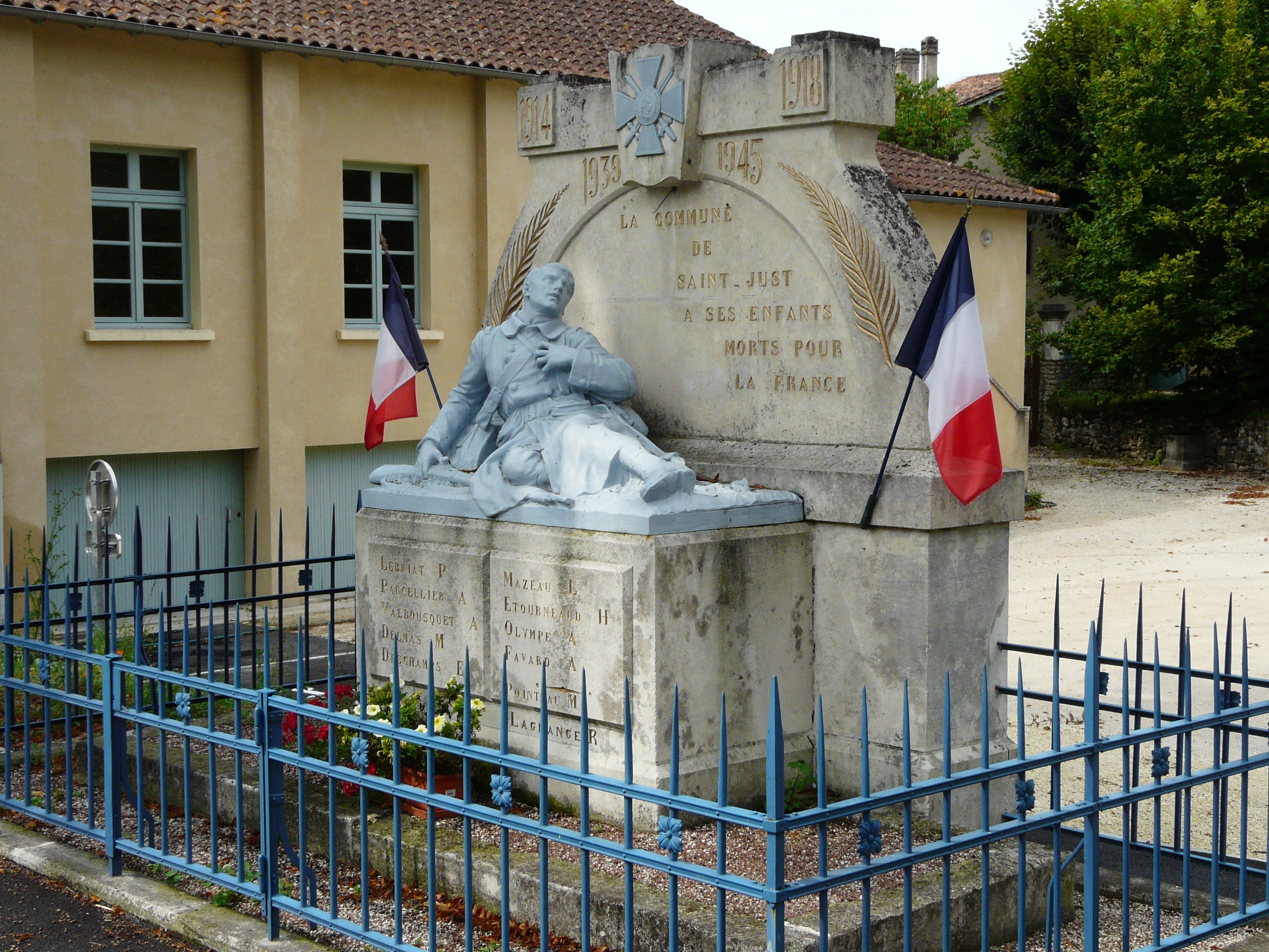
Le monument aux morts.

### Patrimoine naturel

#### Parc naturel régional Périgord-Limousin
Au nord, la commune est limitrophe de Léguillac-de-Cercles, commune intégrée au parc naturel régional Périgord-Limousin.

#### ZNIEFF et Natura 2000
À l'est, sur environ un cinquième de son territoire, Saint-Just fait partie d'une zone naturelle d'intérêt écologique, faunistique et floristique (ZNIEFF) de type I, la vallée de la Sandonie, partagée avec les communes voisines de Léguillac-de-Cercles et Paussac-et-Saint-Vivien. Sur ce site se trouvent certaines espèces animales protégées : l'Œdicnème criard (Burhinus oedicnemus), le Moineau soulcie (Petronia petronia) ou la Genette commune (Genetta genetta),.
À l'intérieur de cette ZNIEFF, un secteur plus restreint est protégé en tant que zone Natura 2000 : le « vallon de la Sandonie » où six espèces de chauves-souris ont trouvé des sites d'hivernage ou de reproduction dans des grottes calcaires,.

## Pour approfondir